# 1930年4月28日日食
1930年4月28日日食是一次全環食，發生於1930年4月28日（苏联東北部的部分日偏食區域為4月29日）。新月當天（即朔日），地球上觀測到月球和太阳的角距離極小，此時月球如果恰好在月球交點附近，穿過太阳和地球之間，與地球、太阳接近一直線，則會出現日食。月球穿過太阳和地球之間，本影末端與地表距離很小時，由於地表呈弧形，食帶中心附近地表被本影覆蓋，形成日全食，而食帶中心較遠的區域內本影未能接觸地表，使地表被偽本影覆蓋，形成日環食。這種同一次日食中先後出現全食和環食的稱為全環食。與單純的日全食和日環食類似，全環食的本影和偽本影兩側數千公里的半影範圍內也會形成日偏食。此次日全食經過了美国，日環食經過了美国、加拿大、紐芬蘭，日偏食則覆蓋了北美洲的大部分區域及周邊部分地區。

## 日食概況

### 出現區域
本次日食發生時，豪蘭島東北約500公里處的太平洋洋面最先在日出時看到日環食，然後偽本影向東北方向移動，在加利福尼亚以西的海面上本影錐末端接觸地表，環食轉變為全食，不久後本影抵達北美大陸，斜穿美国，在加利福尼亚州尤巴縣東北部達到最大食分，又在蒙大拿州西南部本影錐離開地表，全食再次變為環食。隨後偽本影穿過加拿大、紐芬蘭（今加拿大紐芬蘭與拉布拉多省），從拉布拉多半島進入北大西洋，在日落時分結束於爱尔兰岛以西約900公里的洋面上。全環食帶均在國際日期變更線以東，在4月28日看到日全食或日環食。
偽本影或本影經過的陸地依次包括：
（全食）
- 美国：斜穿加利福尼亚州中部偏北、内华达州西北部、俄勒冈州東南部、爱达荷州中南部，在蒙大拿州西南部轉變為環食，其中，在加利福尼亚州尤巴郡東北部達到食甚的中心和最大的全食食分；

（環食）
- 美国：全食在蒙大拿州西南部轉變為環食後自西南向東北斜穿該州；
- 加拿大：穿過薩斯喀徹溫省東南部、曼尼托巴省中南部、安大略省北部，劃過哈德森灣南部並橫穿西北地區（今屬努納武特地區）的弗萊厄蒂島後再穿過魁北克省北部；
- 纽芬兰自治领（今屬加拿大）：拉布拉多北部。[3][4]

除了上述極狹窄的區域能看到日全食或日環食，月球半影覆蓋範圍內都能看到日偏食，包括除西部和南部外的大半個太平洋、苏联東北部（今屬俄罗斯）、日本千島群島中北部（今屬俄罗斯）、加拿大和美国全境、除東南角外的墨西哥絕大部分、格陵兰、大西洋北部（包括的島嶼有古巴西北角、除南部一些島嶼外的英屬巴哈马大部分、百慕大、冰岛、亚速尔群岛、法罗群岛、爱尔兰、英国北部）、挪威西北的部分海岸、斯瓦尔巴和北冰洋的大部分。全環食帶及多數偏食區域內的日食都發生在4月28日，而苏联東北部的部分地區在4月29日看到日偏食，更有北冰洋沿岸處於極晝的部分地區的日偏食在4月28日子夜前不久開始，在4月29日凌晨結束。另外，美国加利福尼亚州的大城市旧金山距全食帶最近處僅有約40公里，可以看到食分達0.990的日偏食。

### 基本參數
- 類型：全環食
- 食甚中心處（位於美国加利福尼亚州尤巴郡境内）資料：
  - 時間：1930年4月28日19:03:10.0
  - 地點：39°24.5′N 121°9.8′W / 39.4083°N 121.1633°W
  - 食分：1.0003（全環食帶內最大）
  - 日全食持續時間：1.4秒

## 觀測
地球繞太阳、月球繞地球公转及月球交點的移動均有規律，只要數據足夠準確，就能夠精確計算出過去及將來的日食，也能為日食觀測提前做準備。月球本影區域內發生日全食，月球完全遮蔽了太阳的光球部分，在短暫的時間內出現類似黑夜的景象。比光球暗得多、平時無法看見的色球、日冕和日珥都在此時出現，在日冕儀發明之前，這是研究太陽大氣的唯一機會，因此日全食觀測以此為重點。而偽本影區域內發生日環食，本影和偽本影以外數千公里的半影區域內發生日偏食，這些區域內月球都只遮擋了部分陽光，並未形成類似黑夜的景象，能看到的只是太阳形狀有所殘缺，色球、日冕和日珥等光球以外的部分仍然無法看到。
全環食發生時，月球本影錐末端與地表極接近，地球上無論是全食還是環食區域內，看到的月面都與日面邊緣貼得非常近，在月球邊緣凹凸的山峰影響下會出現一連串的贝利珠。這使此次日食成為測量地球大小和形狀，以及月面邊緣山峰的極佳機會。科學家前往美国加利福尼亚州坎普頓維爾等地，記錄了日食每個階段的精確時間，由於全食只持續了1秒多，照相時需要在全食開始後迅速插入底片。此外，還有科學家在馬雷島海軍造船廠的一架飛機上用長波接收器記錄了有聲影像，每一張圖像的時間可精確到1/5秒。
在此之前，與本次日食同屬於沙羅週期137的1912年4月17日的全環食，科學家也曾在法国巴黎附近做了類似觀測。之後仍然屬於該沙羅周期的兩次日環食的食分極接近1，也具備類似觀測的條件，科學家分別在1948年5月9日的日本禮文島、以及1966年5月20日的希腊和土耳其做了觀測。

## 相關的日食

### 1928-1931年的日食
月球交替位於相對的月球交點時，以半個交點年（食年），即約177天又4小時間隔出現下列日食。
註：1928年6月17日的日偏食屬於上一組交點年系列。1931年9月12日的日偏食屬於下一組交點年系列。
| 升交點   | 升交點                   |          | 降交點                    | 降交點 |
| 沙羅周期 | 地圖                     | 沙羅周期 | 地圖                      |        |
| 117      | 1928年5月19日 全食       | 122      | 1928年11月12日 偏食（北） |        |
| 127      | 1929年5月9日 全食        | 132      | 1929年11月1日 環食        |        |
| 137      | 1930年4月28日 全環食     | 142      | 1930年10月21日 全食       |        |
| 147      | 1931年4月18日 偏食（北） | 152      | 1931年10月11日 偏食（南） |        |

### 沙羅周期
沙羅周期長度為18年11天。本次日食屬於沙羅週期137，共包含70次日食，依次為1389年5月25日至1515年8月9日的8次日偏食、1533年8月20日至1695年12月6日的10次日全食、1713年12月17日至1804年12月11日的6次全環食（亦稱混合食）、1822年12月21日至1876年3月25日的4次日環食、1894年4月6日至1930年4月28日的3次全環食、1948年5月9日至2507年4月23日的32次日環食、2525年4月23日至2633年6月28日的7次日偏食，總共歷時1244.08年。其中最長的全食發生於1569年9月10日，共持續了2分55秒。
下表列舉了1901年至2100年間發生的屬於該周期的11次日食，是第30至40次：
| 30            | 31            | 32            |
| ------------- | ------------- | ------------- |
| 1912年4月17日 | 1930年4月28日 | 1948年5月9日  |
| 33            | 34            | 35            |
| 1966年5月20日 | 1984年5月30日 | 2002年6月10日 |
| 36            | 37            | 38            |
| 2020年6月21日 | 2038年7月2日  | 2056年7月12日 |
| 39            | 40            |               |
| 2074年7月24日 | 2092年8月3日  |               |

## 資料來源
1. 1 2  樊忠玉. . 中国天文科普网.   [2015-07-16]. （原始内容存档于2014-09-17）.
2. 1 2  Fred Espenak. . NASA Eclipse Web Site.   [2015-07-16]. （原始内容存档于2020-10-20）.（英文）
3. ↑  Fred Espenak. . NASA Eclipse Web Site.   [2015-07-16]. （原始内容存档于2020-10-20）.（英文）
4. ↑  Xavier M. Jubier. .   [2016-01-10]. （原始内容存档于2019-08-27）.（法文）（英文）
5. ↑  Fred Espenak. . NASA Eclipse Web Site.   [2013-04-14]. （原始内容存档于2017-12-28）.（英文）
6. ↑  Xavier M. Jubier. .   [2015-05-13]. （原始内容存档于2019-01-11）.（法文）（英文）
7. ↑  Fred Espenak. . NASA Eclipse Web Site.（英文）

## 外部連結
- NASA日食專頁（页面存档备份，存于）（英文）
- 可見區域圖和時間統計：由弗雷德·埃斯佩纳克做出的日食預報，NASA/GSFC
  - Google互動地圖呈現的日食範圍
  - 貝塞爾元素
- Google地圖顯示的日全食、日環食和日偏食範圍（页面存档备份，存于）（法文）（英文）
- The solar eclipse of April 28, 1930，通俗天文學，第38卷第537頁，Makemson, Maud W.（英文）
- The Central Solar Eclipse of April 28, 1930，加拿大皇家天文學期刊（英语：Journal of the Royal Astronomical Society of Canada），第24卷第55頁（英文）

| \| \| 日食 \|                             |                              |                                            |
| 上一次日食： 1929年11月1日日食 （日環食） | 1930年4月28日日食 （全環食） | 下一次日食： 1930年10月21日日食 （日全食） |
| 上一次全環食： 1912年4月17日日食          | 1930年4月28日日食 （全環食） | 下一次全環食： 1986年10月3日日食           |
|                                           | 日食                         |                                            |